# Jekibastuz
Jekibastuz (kazakiska: Ekibastuz, ryska: Экибастуз, kazakiska: Екібастұз) är en ort i Kazakstan.   Den ligger i oblystet Pavlodar, i den nordöstra delen av landet, 270 km öster om huvudstaden Astana. Jekibastuz ligger 347 meter över havet och antalet invånare är 121 470.
Terrängen runt Jekibastuz är huvudsakligen platt, men åt sydost är den kuperad. Jekibastuz ligger uppe på en höjd. Jekibastuz är den högsta punkten i trakten. Runt Jekibastuz är det ganska tätbefolkat, med 192 invånare per kvadratkilometer. Trakten runt Jekibastuz består i huvudsak av gräsmarker.